# Мученица Кетеван
Мученица Кетеван (груз. ქეთევან წამებული, ketevan tsamebuli) (око 1560 – 13. септембар 1624) била је краљица Кахетије, краљевине у источној Грузији. Била је регент Кахетија током малолетства свог сина Тејмураза I од Кахетије од 1605. до 1614. године. Убијена је у Ширазу, у Ирану, након дуготрајног мучења од стране сафавидских владара Кахетије због одбијања да се одрекне хришћанске вере и пређе на ислам. Кетеван је Грузијска православна црква прогласила за светицу.

## Живот
Кетеванин отац је био принц Ашотан од Мухранија (Багратиони) и удала се за принца Давида од Кахетија, будућег Давида I, краља Кахетије од 1601. до 1602. године.
Након Давидове смрти, бавила се изградњом верских објеката и добротворним радом. Међутим, када је Давидов брат Константин I убио свог оца владара Александра II и узурпирао круну уз подршку Сафавидског Ирана 1605. године, Кетеван је окупила кахетијске племиће против очеоубиства и разбила Константинове лојалне снаге. Узурпатор је погинуо у борби. Према сафавидском званичнику и хроничару, Фазли Кузани, Кетеван је показала карактеристичну милост према Константиновим преживелим присталицама и његовим Кизилбашким официрима. Наредила је да се према рањеним непријатељским војницима поступа на одговарајући начин и да се приме у службу ако то желе. Муслимански трговци, који су страдали у рату, обештећени су и ослобођени. Кетеван је преузела Константиново тело и послала у Ардабил.
После устанка преговарала је са иранским шахом Абасом I, који је био суверен над Грузијом, да потврди њеног малолетног сина Тејмураза I за краља Кахетије, док је она преузела функцију регента.
Године 1614, када је Тејмураз послао Кетеван као преговарача Шаху Абасу, она се предала као почасни талац у неуспелом покушају да спречи напад иранске војске на Кахетију. Држана је у Ширазу неколико година све док Абас I, у чину освете због Тејмуразове непослушности, није наредио краљици да се одрекне хришћанства, а након њеног одбијања, 1624. је мучена до смрти.
Делове њених моштију тајно су однели португалски католички мисионари Светог Августина, очевици њеног мучеништва, у Грузију, где су сахрањени у манастиру Алаверди. Причало се да су остаци њених мошти сахрањени у цркви Светог Августина у Гои, Индија. После неколико експедиција у Гоу у 21. веку у потрази за остацима, верује се да су пронађени крајем 2013.

### Светост
Краљицу Кетеван је канонизовао патријарх Грузијски Захарије (1613–1630), а 13. септембар (што одговара 26. септембру по савременом грегоријанском календару) је Грузијска православна црква установила као дан њеног помена.
Кетеванино мучеништво према очевицима мисионарима је искористио њен син, Тејмураз, у својој песми, Књига и страст краљице Кетеван (წიგნი და წამებან წა წეთევან და წედევან დედეთევევან დ, ts'igni da ts'ameba ketevan dedoplisa; 1625) као и немачки аутор Андреас Грифијус у својој класичној трагедији Katharina von Georgien (1657). Грузијски монах Григол Додоркели - Вахвахишвили из манастира Давид Гареџа био је још један аутор чији се списи, скоро истовремени, хагиографско дело, као и неколико химни, фокусирају на Кетеванин живот и мучеништво. Шкотски песник Вилијам Форсајт компоновао је песму The Martyrdom of Kelavane (1861), засновану на извештају Жана Шардена о Кетеваниној смрти.

## Реликвије и археолошки налази

### Португалија
Године 2008. откривено је да манастир Граца у Лисабону у Португалији садржи раније непознати, велики панорамски азулејо који приказује мучеништво краљице Кетаван у Персији. Сцене су засноване на извештајима португалских августинских мисионара о њеној смрти који су били сведоци њене смрти. Панорамске плочице биле су у лошем стању, а Грузија је понудила хиљаде евра за поправке.
2017. године, пуна реплика португалског приказа Кетевановог мучеништва је откривена у Грузији и изложена у Замку Мукхрани.
У октобру 2017, председник Грузије Гиорги Маргвелашвили посетио је мурал краљице Кетеван у манастиру Граца током свог званичног путовања у Португалију. Радови на рестаурацији су настављени и потписан је споразум између манастира и Националне агенције за очување културног наслеђа Министарства културе Грузије.

### Индија (Гоа)
Значај краљице Кетеван за грузијски народ довео је до „лова“ на реликвије током последњих деценија, посебно у Гои. Од 1989. године, разне делегације које су долазиле из Грузије су радиле заједно са Археолошким истраживањем Индије да покушају да лоцирају Кетеванин гроб унутар рушевина августинског самостана Госпе од Милости, у Старој Гои. Ови напори су били осујећени јер тимови нису били у стању да правилно протумаче португалске документе који су давали трагове о месту Кетеваниног сахрањивања.
Ови историјски извори наводе да су фрагменти костију Кетеванине шаке и руке чувани у каменој урни испод одређеног прозора у капели Августинског манастира. У мају 2004. капела и прозор који се помињу у изворима пронађени су током сарадње између португалског и прекоморског држављанина Индије архитекте Сидха Лоса Мендирате и Археолошког истраживања Индије. Иако је сама камена урна недостајала, њен камен за покривање и одређени број фрагмената костију пронађени су близу прозора који се помиње у португалским изворима.
Др Нирај Рај, Манвендра Синг и др Гианешвер Чаубеј из ЦСИР - Центра за ћелијску и молекуларну биологију, Хајдерабад, Индија и Естонски биоцентар, Естонија, спровели су ДНК анализу ових људских костију ископаних из манастира Светог Августина секвенцирањем и генотипизацијом митохондријалне ДНК. Истраживања остатака открила су необичну мтДНК хаплогрупу У1б, која је одсутна у Индији, али је присутна у Грузији и околним регионима. Пошто генетска анализа потврђује археолошке и књижевне доказе, вероватно је да је ископана кост припадала краљици Кетеван од Грузије. Међутим, важно је имати на уму да су фрагменти костију Кетеванине шаке и руке чувани у истој урни као и комплетни остаци двојице европских мисионара, фратра Јеронима да Круза и фратра Гиљермеа де Санто Агостиња. Због тога би било кључно одредити пол и врсту кости тестираних фрагмената како би се добили коначни резултати. Према наводима у индијским новинама Mint on Sunday, „додатни тестови су потврдили да кост У1б потиче од жене. Тако је 2013. године установљено да је кост пронађена у два дела 2005. године у складу са тим да је од жене из Грузије“.
2017. године, прослављајући двадесет пет година дипломатских односа између Индије и Грузије, мошти су послате у Грузију на период од шест месеци током којих су организовани и верски и научни догађаји.
Индијска влада понудила је Грузији неке делове светих моштију из Гое. 9. јула 2021. године мошти је предао индијски министар спољних послова С. Џајшанкар влади Грузије и католикосу-патријарху Грузије Илији II.